# 10,000 Maniacs
10,000 Maniacs, ook wel 10KM genoemd, is een collegerockband uit de Verenigde Staten die vooral eind jaren tachtig succesvol was. Vanwege de maatschappelijke betrokkenheid werd de band in een adem genoemd met R.E.M.

## Geschiedenis

### 1981-1985
De band werd in 1981 opgericht als Still Life en bestond uit toetsenist Dennis Drew, bassist Steve Gustafson, drummer Chet Cardinale, gitarist Robert Buck en diens zingende ex-vrouw Teri Newhouse. Versterking kwam er van gitarist-zanger John Lombardo (aanvankelijk gastmuzikant) en de 17-jarige zangeres Natalie Merchant. Cardinale en Newhouse hielden het in juli voor gezien, waarna Merchant de nieuwe leadzangeres werd.
Via Burn Victims werd de groepsnaam gewijzigd in 10,000 Maniacs, naar de film Two Thousand Maniacs; het eerste optreden onder die naam was op 7 september 1981. Drummer Tim Edborg, die Cardinale verving, maakte op zijn beurt plaats voor achtereenvolgens Bob O Matic en Jim Foti; laatstgenoemde speelde op de ep Human Conflict Number Five, die in maart 1982 verscheem.
De band verhuisde voor enige maanden naar Atlanta omdat daar veel vraag zou zijn naar optredens, maar dat bleek in de praktijk zwaar tegen te vallen.
Met Jerry Augustyniak als vaste drummer werd er tussen maart en juli 1983 aan het debuutalbum gewerkt; Secrets of the I Ching kreeg lovende reacties en trok de aandacht van de Britse dj John Peel. De single My Mother the War werd in Engeland een bescheiden hit.
Peter Leak, een in New York wonende Engelsman, werd de manager van de band die in november 1984 een contract tekende bij Elektra. Voorjaar 1985 werd in Londen het album The Wishing Chair opgenomen, dat, hoewel geen verkoopsucces, eveneens op lovende kritieken kon rekenen.

### 1986-1993
Lombardo vertrok op 14 juli 1986 omdat de band niet genoeg betaald kreeg; met producer Peter Asher werd in Los Angeles het derde album opgenomen. In My Tribe verscheen in 1987 en bevatte een cover van Cat Stevens' Peace Train. Drie jaar later werd het van het album verwijderd omdat de tot Yusuf Islam herdoopte zanger er voorstander van zou zijn om de schrijver Salman Rushdie te vermoorden.
Het succes van In My Tribe werd in 1988 voortgezet met Blind Man's Zoo. Trouble Me werd in 1989 een hit in Europa; in Amerika werd het dan twee jaar oude Like the Weather opnieuw uitgebracht in een live-uitvoering.
In 1990 gaf 10,000 Maniacs voor het eerst een MTV Unplugged-concert met akoestische gitaren en percussie. Mary Ramsey, met wie Lombardo destijds in het voorprogramma stond als John & Mary, versterkte de band als violiste en achtergrondzangeres.
In 1992 verscheen Our Time in Eden, waaraan de JB Horns een gastbijdrage leverden. Merchant had vooraf al besloten dat dit haar laatste album met 10,000 Maniacs zou zijn en maakte dit nieuws bekend tijdens Halloween. Merchant vertrok op 5 augustus 1993 om een solocarrière te beginnen. Twee maanden later verscheen de cd-registratie van het tweede Unplugged-concert (opgenomen op 21 april 1993); ditmaal werd de band versterkt door strijkers en een extra percussionist. De Patti Smith-cover Because the Night werd een hit.

### 1994-heden
Drew, Gustafson, Augustyniak en Buck maakten een doorstart met Lombardo en Ramsey; in 1995 verwierven ze de rechten op de groepsnaam. Love Among the Ruins, het eerste album in deze bezetting, werd lovend ontvangen door de Amerikaanse pers. De Roxy Music-cover More Than This verscheen op single. Nadat eind 1998 de opnamen voor het tweede album met Ramsey (The Earth Pressed Flat) waren voltooid, verliet gitarist Rob Buck voor een half jaar de band om zich op zijn eigen project League of Blind Women te richten; Animal Planet-gitarist Michael Lee Jackson nam zijn plaats in.
Op 3 november 2000 gaf 10,000 Maniacs een concert in Buffalo met het Buffalo Philharmonic Orchestra; dit was tevens het laatste met Buck, die zes weken later (19 december) op 42-jarige leeftijd aan een nieraandoening overleed. Daarna richtten alle leden zich op hun eigen projecten. Zo formeerden Drew en Gustafson de band Mighty Wallop en drumde Augustyniak bij Only Humen.
Op 5 december 2001 kwam 10,000 Maniacs weer bijeen voor een benefietconcert met Mighty Wallop-gitarist Jeff Erickson (Buck's voormalige roadie). Daarna vertrok Ramsey, omdat Drew, Gustafson en Augustyniak verder wilden gaan met een nieuwe zangstem. Ook Lombardo stapte op, omdat hij door de komst van Erickson overbodig was geworden.
Vanaf 2003 mocht Oskar Saville (ex-Rubygrass) zich drie jaar lang de frontvrouw van 10,000 Maniacs noemen. Tijdens de laatste optredens met Saville keerde Ramsey af en toe terug om haar oorspronkelijke rol te vervullen; sinds 2007 is ze weer de leadzangeres.
In 2008 ging 10,000 Maniacs op tournee met alle leden die ooit in de band hadden gespeeld.
Op 16 januari 2010 gaf de band een Unkempt-concert en werden Lombardo en singer-songwriter Mary Sebastian uitgenodigd voor gastoptredens.
In oktober 2011 werd het 30-jarig jubileum gevierd met twee concerten.
In februari 2013 verscheen het album Music from the Motion Picture. Datzelfde jaar overleed drummer Robert Wchter op 49-jarige leeftijd.
In april 2015 verscheen Twice Told Tales, een album met covers die hun oorsprong hebben op de Britse Eilanden; Lombardo keerde terug als vast bandlid.
In 2016 volgde Playing Favorites, het eerste livealbum met Ramsey als leadzangeres.

## Discografie
| Jaar | Titel                                                       | Singles |
| ---- | ----------------------------------------------------------- | --- |
| 1981 | Human Conflict Number Five                                  | |
| 1983 | Secrets of the I Ching                                      | |
| 1985 | The Wishing Chair                                           | |
| 1987 | In My Tribe                                                 | 1988: Like the weather (nr. 68 in de VS) 1988: What's the matter here? (nr. 80 in de VS) |
| 1989 | Blind Man's Zoo                                             | 1989: Trouble me (nr. 44 in de VS, nr. 77 in het VK) 1989: Eat for two (nr. 93 in het VK) |
| 1990 | Hope Chest: The Fredonia Recordings 1982-1983               | |
| 1992 | Our Time in Eden                                            | 1992: Candy everybody wants (nr. 67 in de VS) 1992: These are the days (nr. 66 in de VS, nr. 58 in het VK) 1993: Few and far between (nr. 95 in de VS) 1993: Candy everybody wants (nr. 47 in het VK) |
| 1993 | MTV Unplugged                                               | 1993: Because the night (nr. 11 in de VS, nr. 65 in het VK) |
| 1997 | Love Among the Ruins                                        | 1997: More than this (nr. 25 in de VS) |
| 1999 | The Earth Pressed Flat                                      | |
| 2004 | Campfire Songs: The Popular, Obscure and Unknown Recordings | |
| 2006 | Live Twenty-Five                                            | |